# Federația de Fotbal din Aruba
Arubaanse Voetbal Bond este forul ce guvernează fotbalul în Aruba. Se ocupă de organizarea echipei naționale.